# 拉尤河

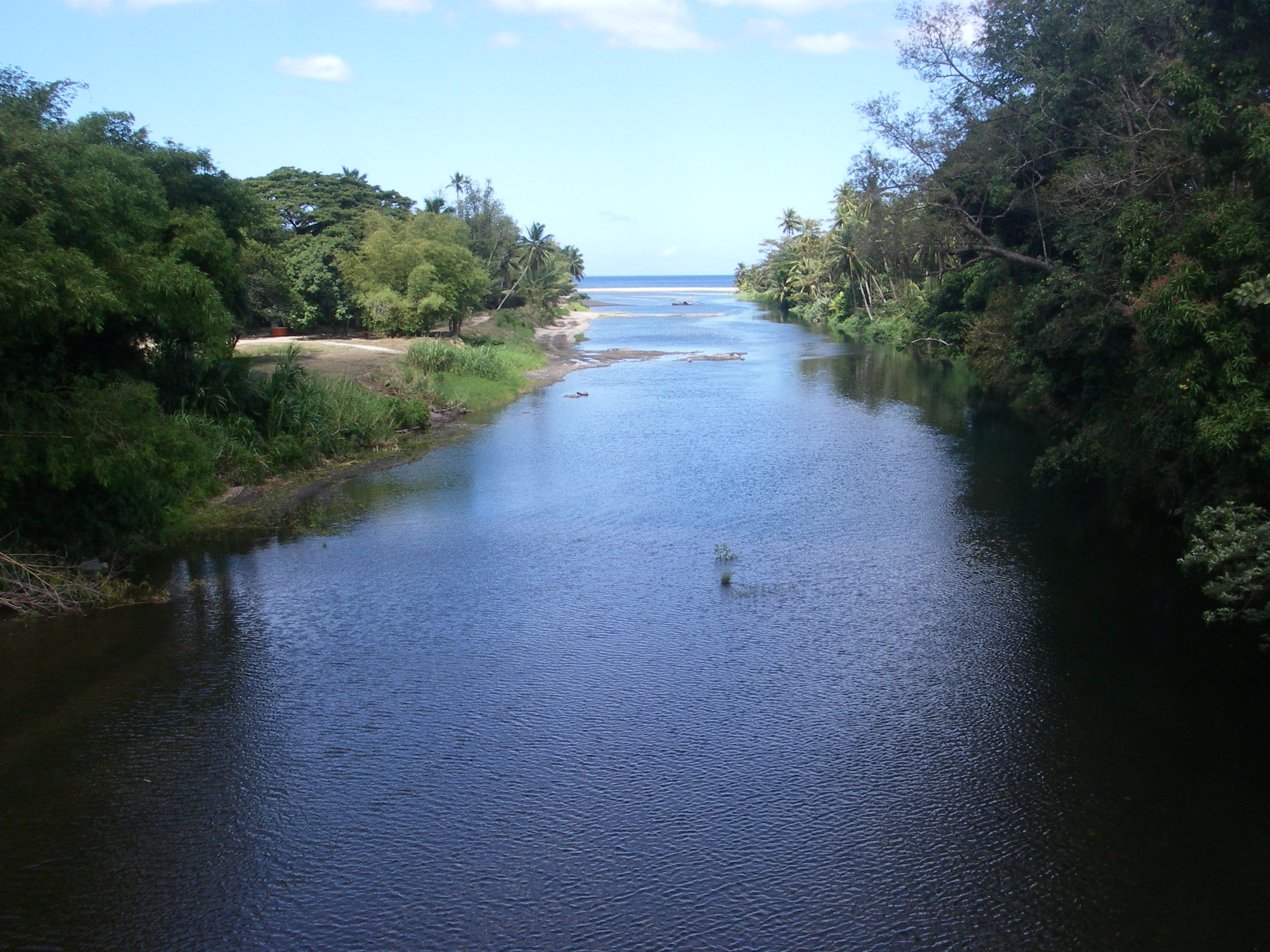
拉尤河

拉尤河（Layou River）是加勒比海島國多米尼克的一個河流，發源於該国的内陸，向西流入該国中西海岸的加勒比海，非常靠近聖約瑟夫。為多米尼克最長和最深的河流。
15°23′N 61°26′W / 15.383°N 61.433°W